# Joes Brauers

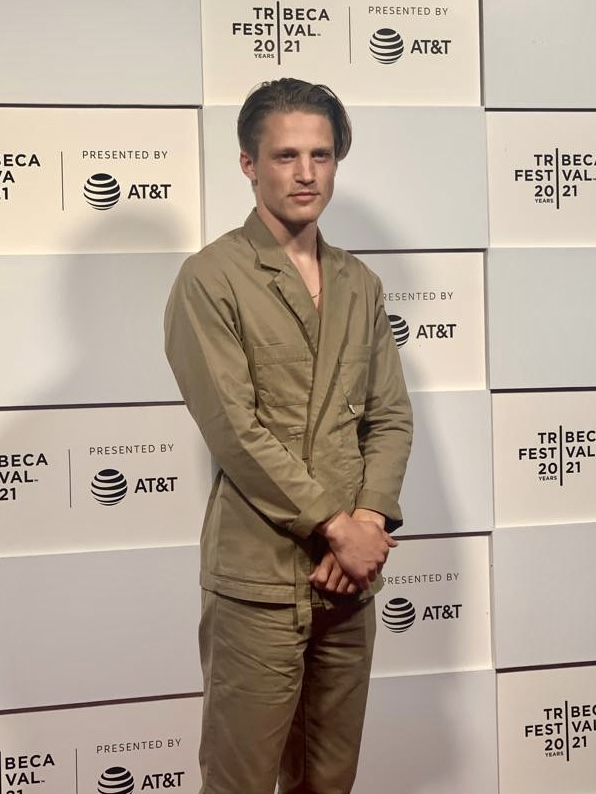
Brauers bei der Weltpremiere von 'Do Not Hesitate' beim Tribeca Film Festival, New York. (2021)

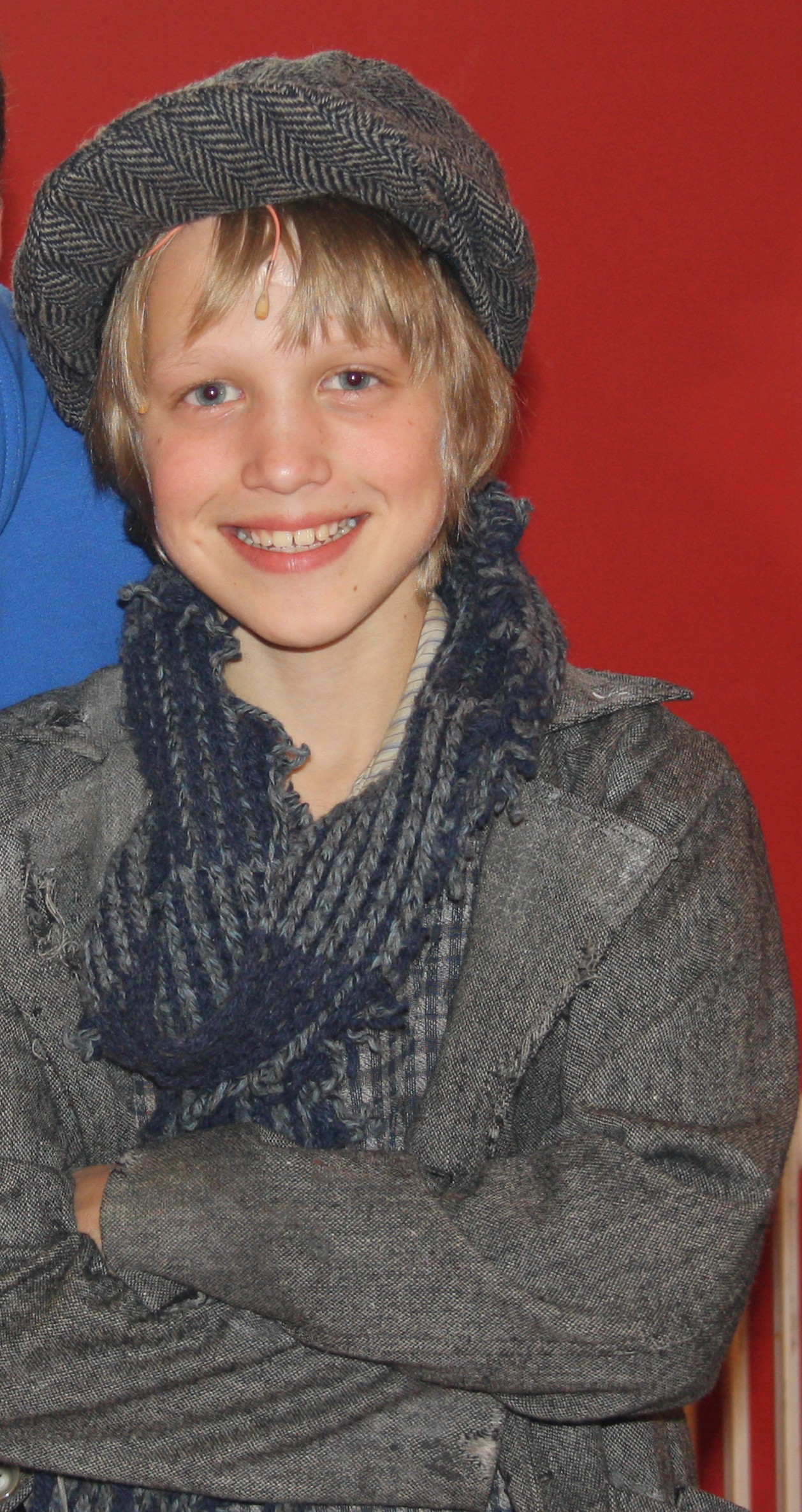
Joes Brauers (2011)

Joes Brauers (* 4. August 1999 in Simpelveld-Bocholtz) ist ein niederländischer Theater- und Filmschauspieler und Musicaldarsteller.

## Leben
Joes Brauers wurde in Bocholtz geboren, einem Ortsteil der Gemeinde Simpelveld in der niederländischen Provinz Limburg. Im Jahr 2020 absolvierte er die Schauspielklasse der Theaterakademie Maastricht.
In den Niederlanden wurde Brauers besonders für seine Rolle als Kruimeltje im gleichnamigen niederländischen Musical Kruimeltje bekannt. Nach Rollen in Das große Geheimnis und De Oost war er in dem Film Quo Vadis, Aida? in seiner Nebenrolle zu sehen. In Do Not Hesitate von Shariff Korver spielte er in einer der drei Hauptrollen einen jungen Soldaten.

## Filmografie (Auswahl)
- 2014: Das große Geheimnis (Oorlogsgeheimen)
- 2015: Little Gangster (De Boskampi’s)
- 2015: Code M
- 2015–2016: Tessa (Fernsehserie, 8 Folgen)
- 2017: Anders (Kurzfilm)
- 2020: Quo Vadis, Aida?
- 2020: De Oost
- 2020: All Stars & Zonen (Fernsehserie, 10 Folgen)
- 2021: Do Not Hesitate
- 2023: Mascotte
- 2023: Hardcore Never dies

## Auszeichnungen
Goldenes Kalb 2014
- Auszeichnung mit dem Besonderen Preis der Jury (Das große Geheimnis)